# Sidmar Antônio Martins
Sidmar Antônio Martins (nacido el 13 de junio de 1962) es un futbolista brasileño que se desempeña como guardameta.
Jugó para clubes como el Guarani, XV de Piracicaba, Bahia, Portuguesa, Grêmio, Shimizu S-Pulse y Fujieda MYFC.

## Trayectoria

### Clubes
| Club             | País   | Año         |
| ---------------- | ------ | ----------- |
| Guarani          | Brasil | 1979 - 1983 |
| XV de Piracicaba | Brasil | 1984 - 1988 |
| Bahia            | Brasil | 1988        |
| Portuguesa       | Brasil | 1989 - 1990 |
| Grêmio           | Brasil | 1991 - 1992 |
| XV de Piracicaba | Brasil | 1992 - 1993 |
| Shimizu S-Pulse  | Japón  | 1993 - 1994 |
| XV de Piracicaba | Brasil | 1994 - 1995 |
| Shimizu S-Pulse  | Japón  | 1995        |
| Fujieda MYFC     | Japón  | 2017        |